# Scaphochlamys kunstleri
Scaphochlamys kunstleri är en enhjärtbladig växtart som först beskrevs av John Gilbert Baker, och fick sitt nu gällande namn av Richard Eric Holttum. Scaphochlamys kunstleri ingår i släktet Scaphochlamys och familjen Zingiberaceae.

## Underarter
Arten delas in i följande underarter: